# Distretto di Huangpu
Il distretto di Huangpu (黄埔区S, Huángpǔ QūP) è un distretto della Cina, situato nella provincia del Guangdong e amministrato dalla città di Canton.